# Xosrov
Xosrov (ryska: Хосров) är en ort i Azerbajdzjan.   Den ligger i distriktet Ağdaş Rayonu, i den centrala delen av landet, 200 km väster om huvudstaden Baku. Xosrov ligger 40 meter över havet och antalet invånare är 1 783.
Terrängen runt Xosrov är platt åt sydväst, men åt nordost är den kuperad. Runt Xosrov är det ganska tätbefolkat, med 134 invånare per kvadratkilometer.. Närmaste större samhälle är Ağdaş, 9,5 km väster om Xosrov.
Trakten runt Xosrov består till största delen av jordbruksmark.